# Pigen i køkkenet
Pigen i køkkenet er et maleri af Anna Ancher fra 1883 og 1886. Pigen står i et køkken og laver mad, bag hende er en bænk med råvarer til maden, fisk og grøntsager.
Maleriet er i Den Hirschsprungske Samlings besiddelse.